# 今船停留場
今船停留場（日语：／ Imafune teiryūjō */?）是一個位於日本大阪府大阪市西成區天下茶屋二丁目（惠美須町方向月台）與天下茶屋東一丁目（濱寺站前方向月台），屬於阪堺電氣軌道阪堺線的停留場。車站編號為HN54。

### 車站構造
千鳥式月台2面2線的地面車站。

## 相鄰停留場
阪堺電氣軌道
■阪堺線
今池（HN53）－今船（HN54）－松田町（HN55）